# Humanists International
Humanists International bildades 1952 under namnet International Humanist and Ethical Union (IHEU) på initiativ av Julian Huxley (dåvarande generalsekreterare i Unesco), och fick sitt nuvarande namn 2019. Det är en internationell paraplyorganisation för den sekulära humanismen med hundratalet skeptiker-, rationalist-, ateist- och humanistorganisationer över hela världen.
I Sverige representeras Humanists International av Humanisterna.

## Kortfattad deklaration av Humanism
Humanists International har gett ut ett ”minimal statement on Humanism” som säger att:
| ” | Humanism is a democratic and ethical life stance, which affirms that human beings have the right and responsibility to give meaning and shape to their own lives. It stands for the building of a more humane society through an ethic based on human and other natural values in the spirit of reason and free inquiry through human capabilities. It is not theistic, and it does not accept supernatural views of reality. | „ |

Översatt:
| ” | Humanismen är en demokratisk och etisk livsåskådning, som hävdar att människor har rätten och ansvaret att ge mening och form åt sina egna liv. Den står för byggandet av ett mer humant samhälle genom en etik som baseras på mänskliga och andra naturliga värderingar i en anda av förnuft och fritt tänkande genom mänskliga förmågor. Den är inte teistisk och accepterar inte övernaturliga synsätt på verkligheten. | „ |

## Etiska grunder
Som livsåskådning präglas humanismen av en etik som bygger på: 
- att varje individ tar ansvar för att skapa mening i sitt eget liv
- insikten om den goda kraften i vänskap, kärlek och erotik
- medkänsla och engagemang för andras behov och intressen
- samtalets betydelse för att lösa etiska konflikter
- individens ansvar inför resten av mänskligheten och kommande generationer
- ett öppet förhållningssätt som inbegriper kritiskt tänkande och ständig omprövning
- jämställdhet mellan könen och lika villkor för sexuella minoriteter
- jämlikhet mellan olika grupper i samhället baserat på ömsesidig respekt
- erkännandet av betydelsen av kulturella uttrycksformer som till exempel litteratur, konst och musik.

## Humanistisk identitet
För att sprida och ena en Humanistisk identitet förespråkar framstående medlemmar i Humanists International följande punker för att definiera en Humanistisk identitet:
1. Alla Humanister ska, nationellt och internationellt, alltid använda ordet Humanism för att benämna Humanism; utan föregående adjektiv och med stor begynnelsebokstav.
2. Alla Humanister ska, nationellt och internationellt, använda en tydlig, igenkännlig, enhetlig symbol på deras publikationer och annorstädes: vår Humanistiska symbol Happy Human.
3. Alla Humanister ska, nationellt och internationellt, sträva att befästa uppfattningen av Humanismen som en livsåskådning.

## Amsterdamdeklarationen 2002
Amsterdamdeklarationen 2002 kallas det grunddokument för humanismen som antogs av Humanists International vid dess femtioårsjubileum år 2002.